# Estilometria
L'estilometria és l'aplicació de l'estudi de l'estil lingüístic en el llenguatge escrit, encara que també s'ha aplicat amb èxit a la música i a la pintura.
L'estilometria es fa servir sovint per atribuir l'autoria a documents anònims o d'autor dubtós. Té aplicació legal, acadèmica i literària, des de la investigació de certes obres de Shakespeare a la lingüística forense.

## Història
La estilometria va sorgir a partir de tècniques anteriors d'anàlisi de texts per a proves d'autenticitat, identitat de l'autor i altres qüestions.
La pràctica moderna de la disciplina va rebre el seu principal impuls amb l'estudi d'autories en obres de teatre del Renaixement anglès. Investigadors i lectors van observar que algunes obres de l'època tenien patrons característics de llenguatge, i van intentar utilitzar aquests patrons per identificar autors de col·laboracions o obres anònimes. Els primers intents no sempre van tenir èxit: el 1901, un investigador va intentar utilitzar les preferències lingüístiques de John Fletcher per distingir entre ell i Philip Massinger en els seus treballs col·laboratius, però les va aplicar per error a una versió modificada per l'editor.
Els fonaments de la estilometria van ser establerts pel filòsof polonès Wincenty Lutosławski a Principes de stylométrie (1890). Lutosławski va utilitzar aquest mètode per desenvolupar una cronologia dels diàlegs de Plató.
El desenvolupament dels ordinadors i la seva capacitat per analitzar grans quantitats de dades va impulsar aquest tipus de feines. Tot i això, aquesta gran capacitat d'anàlisi seguia sense garantir la qualitat del resultat. A principis dels 60, el reverend AQ Morton va realitzar una anàlisi informàtica de les catorze epístoles del Nou Testament atribuïdes a Sant Pau, amb què va demostrar que les obres pertanyia a sis autors diferents. Una comprovació d'aquest mètode, amb obres de James Joyce, va revelar que l'Ulisses, l'obra mestra de l'autor, havia estat escrita per cinc persones diferents, cap de les quals, aparentment, va intervenir a la redacció de la primera novel·la de Joyce, Retrat de l'artista adolescent.
Tot i això, amb el temps i la pràctica, investigadors i estudiosos han polit els seus mètodes, que avui donen resultats molt més encertats. Un dels primers èxits va ser la resolució de la controvertida autoria de dotze dels Federalist Papers, escrits per Frederick Mosteller and David Wallace. Tot i que encara sorgeixen dubtes sobre la metodologia, i és possible que sempre continuïn sorgint, actualment pocs discuteixen la premissa bàsica que l'anàlisi lingüística de texts escrits pot generar informació i coneixements molt valuosos.

## Aplicacions
Les aplicacions de la estilometria inclouen estudis literaris, estudis històrics, estudis socials, recuperació d'informació i molts casos i estudis forenses. També es pot aplicar al codi informàtic i a la detecció de plagi intrínsec, que consisteix a detectar el plagi en funció dels canvis d'estil d'escriptura dins del document. La estilometria també es pot utilitzar per predir si algú és nadiu o no angloparlant per la seva velocitat d'escriptura.
La estilometria com a mètode és vulnerable a la distorsió del text durant la revisió. També hi ha el cas de l'autor adoptant diferents estils al llarg de la seva carrera com es va demostrar en el cas de Plató, que va triar diferents polítiques estilístiques com les adoptades per als diàlegs primerencs i mitjans que abordaven el problema socràtic.

## Investigacions actuals
L'estilometria moderna es recolza en els ordinadors per a l'anàlisi estadística, la intel·ligència artificial, i en l'accés al creixent corpus de texts disponibles a internet. Sistemes de programari com «Signature» (programa gratuït produït pel Dr. Peter Millican de la universitat d'Òxford), JGAAP (programa d'atribució d'autoria gràfic de Java, aplicació gratuïta desenvolupada per Patrick Juola, de la universitat de Duquesne), stylo (paquet de font oberta per a diverses anàlisis estilomètriques, com l'atribució d'autories desenvolupat per Maciej Eder, Jan Rybicki i Mike Kestemont), o Stylene, en neerladés, (aplicació gratuïta en línia creada per Walter Daelemans, de la universitat d'Anvers, i Véronique Hoste, de la universitat de Gant) faciliten l'ús de l'estilometria, fins i tot per als no experts.

## Casos notables
L'estilometria s'ha fet servir en nombrosos casos famosos. Matthew Jockers va aplicar tècniques estilomètriques a l'anàlisi del Llibre de Mormó, concloent que l'autor no era Joseph Smith, sinó Sidney Rigdon. Més recentment, un altre estudi de Schaalje i el seu equip ha desmentit aquesta teoria, demostrant que Joseph Smith i les seves escribes tampoc són els seus autors més probables, alhora que revelaven múltiples autors que van treballar juntament amb els principals autors suposats del text.
Simon Fuller i James O'Sullivan van publicar un estudi en el qual afirmen que l'autor de best sellers James Patterson no escriu res en les novel·les en les quals apareix com a coautor. Segons O'Sullivan, la seva col·laboració amb l'antic president de EE.UU. Bill Clinton en el llibre El president ha desaparegut és una excepció.
Al maig del 2021 va ser descoberta una nova obra literària de Lope de Vega mitjançant l'aplicació de tècniques d'estilometria computacional pel projecte ETSO. Estilometria aplicada al Teatre del Segle d'Or dirigit per Álvaro Cuéllar i Germán Vega García-Luengos. Es tracta d'una comèdia anomenada "de senectute", "tan trista personalment com pletòricament en l'artístic", que figurava atribuïda a l'actor i escriptor ocasional Miguel Bermúdez, però hi ha proves contundents de l'autoria de Lope, com demostra l'estudi de Abraham Madroñal, catedràtic de Literatura Espanyola de la Universitat de Ginebra.

## Casos pràctics d'interès
- El Llibre dels Jutges registra un cas, succeït entre 1370 i 1070 a. C., en què la tribu de Galaad va identificar membres de la tribu d'Efraín, amb la intenció d'executar-los, obligant-los a dir la paraula Shibboleth, que en el dialecte dels últims sonava com «siboleth».[28]

- El 1439, Lorenzo Valla va demostrar que la donació de Constantí era una falsificació amb arguments basats en part en la seva comparació amb l'estil del llatí que s'havia utilitzat en documents autèntics del segle IV.

- En 1952, el clergue suec Dick Helander va ser triat bisbe de Strängnäs. La campanya va ser competitiva, i Helander va ser acusat d'escriure més de cent cartes anònimes difamatòries sobre altres candidats al bisbat. Helander va ser condemnat per escriure aquestes cartes i va perdre el seu lloc de bisbe, però després va ser parcialment exonerat. Les cartes es van estudiar utilitzant nombroses mesures estilomètriques i característiques de les màquines d'escriure, i en els diferents casos judicials que es van dur a terme fins a la seva mort el 1978 ─diversos iniciats pel mateix Helander─ es va debatre el valor de l'estilmetria com evidència davant d'un tribunal.[29][30]

- El 1975, Ronald Reagan, després d'acabar el seu mandat com a governador de Califòrnia, va començar a fer comentaris setmanals en una ràdio amb cent d'emissores. Després que es publiquessin les seves notes personals el 2001, amb motiu del 90è aniversari, es va dur a terme un estudi per determinar quines d'aquestes xerrades havien estat escrites per ell i quines no, amb l'ajuda de mètodes estilomètrics.[31]

- En 1996, el professor Donald Foster,[32] del Vassar College, va dur a terme l'anàlisi estilomètrica del llibre Primary Colors, controvertit i anònim. Aquesta anàlisi va donar a conèixer l'estilmetria al gran públic, després d'identificar correctament Joe Klein com a autor, identitat confirmada per una anàlisi de la seva escriptura manual.

- El 1996 es van utilitzar mètodes estilomètrics per comparar el manifest d'Unabomber amb les cartes del sospitós ─Theodor Kaczynski─ al seu germà, cosa que va portar a la seva detenció i condemna.[33]

- A l'abril de 2015, els investigadors van utilitzar mètodes estilomètrics per estudiar una obra suposadament del segle XVIII titulada Double Fasehood, concloent que havia estat escrita conjuntament per William Shakespeare i John Fletcher. Aquesta obra contindria el text perdut de l'obra Cardenio, basada en un personatge de la novel·la Don Quixot de la Manxa.[34] Els investigadors van comparar la longitud mitjana de les frases a 54 obres de Shakespeare i Fletcher, van analitzar l'ús de paraules poc freqüents i van quantificar la complexitat i la diàtesi del seu llenguatge.

- El 2017, el lingüista Miguel Á. Boto publica Mapa Estilomètric de la narrativa d'Eduardo Mendoza: Aproximació a una anàlisi estilística computacional de texts literaris, on mostra l'eficàcia del tractament computacional del material lingüístic per a la classificació tipològica i estilística de texts literaris. Així mateix, realitza una anàlisi dels elements involucrats en el processament computacional de texts, com ara models estadístics, visualització gràfica, i característiques i volums de les mostres de dades que afecten els resultats de les anàlisis estilomètriques.

- El 2017, un grup de lingüistes, informàtics i acadèmics van analitzar les obres signades per Elena Ferrante. Basant-se en un recull creat per la universitat de Pàdua, formada per 150 novel·les escrites per 40 autors, van analitzar l'estil de Ferrante estudiant set de les seves novel·les. Van poder comparar el seu estil d'escriptura amb 39 novel·listes més utilitzant, per exemple, l'aplicació stylo.[18] Tots ells van arribar a la mateixa conclusió: Elena Ferrante és, en realitat, Domenico Starnone.[35]

- El 2018, Mark Glickman, professor d'estadística a la Universitat Harvard, juntament amb Ryan Song i Jason Brown, van aplicar l'estilmetria per descobrir que molt probablement, la cançó " In My Life " dels Beatles era una composició de John Lennon, però hi havia un 50% de possibilitats que Paul McCartney hagués escrit el pont.[36]

- Entre els anys 2017 i 2023, el projecte ETSO. Estilometria aplicada al Teatre del Segle d'Or, liderat per Álvaro Cuéllar i Germán Vega García-Luengos (Universitat de Valladolid) aconsegueix reunir més de 2700 obres del període aurisecular espanyol. Després de l'aplicació d'anàlisis estilomètriques s'està fent llum a l'autoria de desenes d'obres del teatre del Segle d'Or. Van ratificar l'atribució de Dones i criats a Lope de Vega.[37][38] Van detectar un problema autorial a La monja alferes, comèdia fins llavors atribuïda a Pérez de Montalbán que, gràcies a aquestes anàlisis i mitjançant la investigació historicofilològica pertinent, va acabar per atribuir-se a Juan Ruiz de Alarcón.[39][40][41][42] Van apuntar la possible atribució de La lindona de Galícia a Andrés de Claramonte.[43]

## Dades i mètodes
Com que l'estilometria s'aplica a casos descriptius per caracteritzar el contingut d'una col·lecció, ia casos identificatius, com ara la verificació d'autories o categories de text, els mètodes utilitzats per analitzar dades i característiques varien dels dissenyats per classificar elements en conjunts creats per distribuir aquests elements en un espai d'atributs variats. La major part dels mètodes són de naturalesa estadística -com l'anàlisi de grups i l'anàlisi discriminant lineal- se solen basar en característiques i dades filològiques i són productius camps d'aplicació de mètodes moderns d'aprenentatge automàtic.
Mentre que en el passat l'estilometria posa èmfasi en els elements menys freqüents o més xocants d'un text, les tècniques contemporànies poden aïllar patrons identificatius, fins i tot en parts comunes del discurs. La majoria dels sistemes es basa en estadístiques lèxiques, per exemple, la freqüència de certes paraules o termes al text per caracteritzar aquest text o el seu autor. En aquest context, a diferència de la recuperació d'informació, la freqüència dels patrons de les paraules més comuns és més interessant que els termes tòpics menys freqüents.
El mètode estilomètric primari és la invariant d'autor: una propietat que tots els texts tenen en comú, o almenys tots els texts prou llargs per admetre resultats estadísticament flexibles significatius escrits per un autor donat. Un exemple d'invariant autor és la freqüència de paraules funcionals utilitzades per l'escriptor.
En aquest mètode, el text s'analitza per trobar les 50 paraules més comunes. Després, el text es divideix en 5000 parts, i cadascuna d'aquestes parts s'analitza per cercar la freqüència d'aquestes 50 paraules en aquest tros. Això genera un identificador únic de 50 números per a cada part. Aquests números col·loquen el tros corresponent en un punt d'un espai de 50 dimensions, que es redueix a un pla gràcies a l'anàlisi de components principals (ACP). El resultat és una mostra de punts que correspon a l'estil d'un autor. Si dos treballs literaris s'analitzen així, la comparació d'aquests patrons ens dirà si són del mateix autor o no.

### Xarxes neuronals
S'han utilitzat xarxes neuronals -un cas especial de mètode estadístic d'aprenentatge automàtic- per analitzar l'autoria de texts. S'utilitzen altres texts d'autor conegut per entrenar la xarxa neuronal per mitjà de processos com la propagació cap enrere, en què es calcula i s'usa l'error per actualitzar el procés per incrementar-ne l'exactitud. A través d'un procés similar a la regressió no lineal, la xarxa augmenta la seva capacitat de generalitzar la seva eficàcia de reconeixement a nous texts als quals encara no ha estat exposada, per classificar-los amb un determinat grau de seguretat. Aquestes tècniques es van aplicar a les històriques sospites de col·laboració entre Shakespeare i els seus contemporanis Fletcher i Christopher Marlowe, que van confirmar l'opinió, basada en estudis més convencionals, que aquesta col·laboració s'havia produït.
En un estudi del 1999, un programa de xarxes neuronals va assolir el 70% d'exactitud determinant l'autoria de poemes que no havien estat analitzats fins aleshores. Aquest estudi, de la universitat Vrije, va examinar la identitat de poemes de tres autors holandesos utilitzant només seqüències de lletres.
Un altre estudi va utilitzar xarxes de creença profunda per a un model de verificació d'autoria aplicable a l'autenticació contínua. En aquest mètode, el problema és que la xarxa pot fer-se tendenciosa obeint al seu entrenament, i és possible que es decanti pels autors que ha analitzat amb més freqüència.

### Algorisme genètic
Una altra tècnica d'aprenentatge automàtic utilitzada en l'estilometria és l'algorisme genètic, basat en conjunts de regles d'aquest tipus: «si la paraula X apareix més de N vegades cada mil paraules, aleshores l'autor del text és Y». El programa aplica 100 regles a un conjunt determinat de texts coneguts i cadascuna rep una puntuació d'idoneïtat. Les 50 regles amb menys puntuació es descarten i les 50 restants s'ajusten amb petits canvis. S'hi introdueixen 50 regles noves i es repeteix el procés fins que les regles evolucionades atribueixen correctament els texts.

### Parells estranys
El mètode anomenat parells rars per identificar estils es basa en costums individuals de col·locació. L'ús que un autor determinat fa de certes paraules pot comportar l'ús idiosincràstic i predictible d'altres paraules.

## Atribució d'autoria en missatgeria instantània
La difusió d'internet ha inclinat l'atenció de l'atribució d'autoria als texts en línia (pàgines web, blocs, etc.), missatges electrònics (correus, tuits, comentaris, etc.) i altres tipus d'informació escrita amb texts molt més curts que un llibre de longitud mitjana, molt menys formals i més diversos quant a elements expressius, com ara colors, disseny, tipus de lletra, gràfics, emoticones, etc. Ja es treballa en models que tenen en compte aquests aspectes tant a l'estructura com a la sintaxi. A més, s'han introduït dades de contingut específic i idiosincràtic (com ara models tòpics i eines de comprovació gramatical) per revelar eleccions deliberades d'estil.
S'han utilitzat característiques estilomètriques estàndard per categoritzar el contingut d'un xat en una aplicació de missatgeria instantània o el comportament dels participants en la conversa, però els intents d'identificar aquests participants són escassos i encara estan en els seus primeres fases. A més, s'ha prestat poca atenció a les similituds entre les converses parlades i les interaccions en missatgeries instantànies, encara que representen una diferència essencial entre les dades que aproten aquestes darreres i qualsevol altre tipus d'informació escrita.